# Lojo sjukhus
Lojo sjukhus (finska: Lohjan sairaala) är ett  förlossningssjukhus med jour i Tynnismalm i Lojo i Finland. Sjukhuset ligger i Helsingfors och Nylands sjukvårdsdistrikt och Lojo sjukvårdsområde omfattar Högfors, Lojo, Sjundeå och Vichtis. Sjukhuset har jour dygnet runt. Innan 1997 års kommunsammanslagning låg sjukhuset i Lojo landskommun nära dåvarande gränsen mellan landskommunen och Lojo stad.
Sjukhuset fungerar också som ett undervisningssjukhus. I maj 2024 beslutade HUS-sammanslutningens styrelse att stänga Lojo bb senast 2026. För stängningen röstade Samlingspartiet och De Gröna, medan SFP var emot stängningen av Lojo bb.

## Polikliniker
Det finns följande polikliniker i Lojo sjukhus:
- Mödrapolikliniken
- Diabetespolikliniken
- Endokrinologiska polikliniken
- Polikliniken för rehabilitering
- Gastroenterologiska polikliniken
- Hematologiska polikliniken
- Polikliniken för hudsjukdomar och allergologi
- Kardiologiska polikliniken
- Polikliniken för lungsjukdomar
- Kirurgiska polikliniken
- Polikliniken för öron-, näs- och halssjukdomar
- Polikliniken för barnsjukdomar
- Njurpolikliniken
- Polikliniken för kvinnosjukdomar
- Neurologiska polikliniken
- Ortopediska polikliniken
- Plastikkirurgiska polikliniken
- Reumatologiska polikliniken
- Polikliniken för ögonsjukdomar
- Intermedicinska polikliniken
- Urologiska polikliniken
- Polikliniken för kärlkirurgi